# Slovinky
Slovinky és un poble i municipi d'Eslovàquia. Es troba a la regió de Košice, a l'est del país.

## Història
La primera referència escrita de la vila data del 1368.

## Demografia
| Godina             | 1994 | 2004   | 2014   | 2024   |
| ------------------ | ---- | ------ | ------ | ------ |
| Nombre de persones | 1778 | 1873   | 1893   | 1800   |
| Diferència         |      | +5,34% | +1,06% | −4,91% |

| Godina             | 2023 | 2024   |
| ------------------ | ---- | ------ |
| Nombre de persones | 1808 | 1800   |
| Diferència         |      | −0,44% |